# Toszoncengel járás (Hövszgöl)
Toszoncengel járás (mongol nyelven: Тосонцэнгэл сум) Mongólia Hövszgöl tartományának egyik járása. Területe 2200 km². Népessége kb. 4200 fő.
Székhelye Cengel (Цэнгэл), mely 64 km-re fekszik Mörön tartományi székhelytől.